# Bismarckturm (Eschwege)
Der Bismarckturm Eschwege ist ein etwa 26 m hohes Bismarck-Denkmal auf dem Gipfel des östlich von Eschwege und unmittelbar südlich der Werra liegenden Großen Leuchtberges (318,7 m ü. NHN) im nordhessischen Werra-Meißner-Kreis.

## Geschichte und Beschreibung
Der Aussichtsturm, der von Ringwällen, die in das 10. Jahrhundert datiert werden, umgeben ist, wurde an der Stelle eines mittelalterlichen Wartturmes nach einem Entwurf des Kreisbaumeisters Hans Behrendt (Eschwege) aus Sandstein gebaut. Die Grundsteinlegung fand am 23. Juni 1902 und seine Eröffnung am 2. September 1903 statt.
Unterhalb der zweiten Aussichtsplattform zieht sich rund um den Turm eine in Stein gehauene Inschrift: „BISMARCK ZUR EHRE / VERGANGENEN ZUM / GEDAECHTNIS LEBENDEN ZUR FREUDE / ZUKUENFTIGEN ZUR / MAHNUNG“. Darunter ist jeweils ein Wappen, das ein mit drei Eichenblättern bestecktes Kleeblatt zeigt, angeordnet (Wappen der Familie Bismarcks)

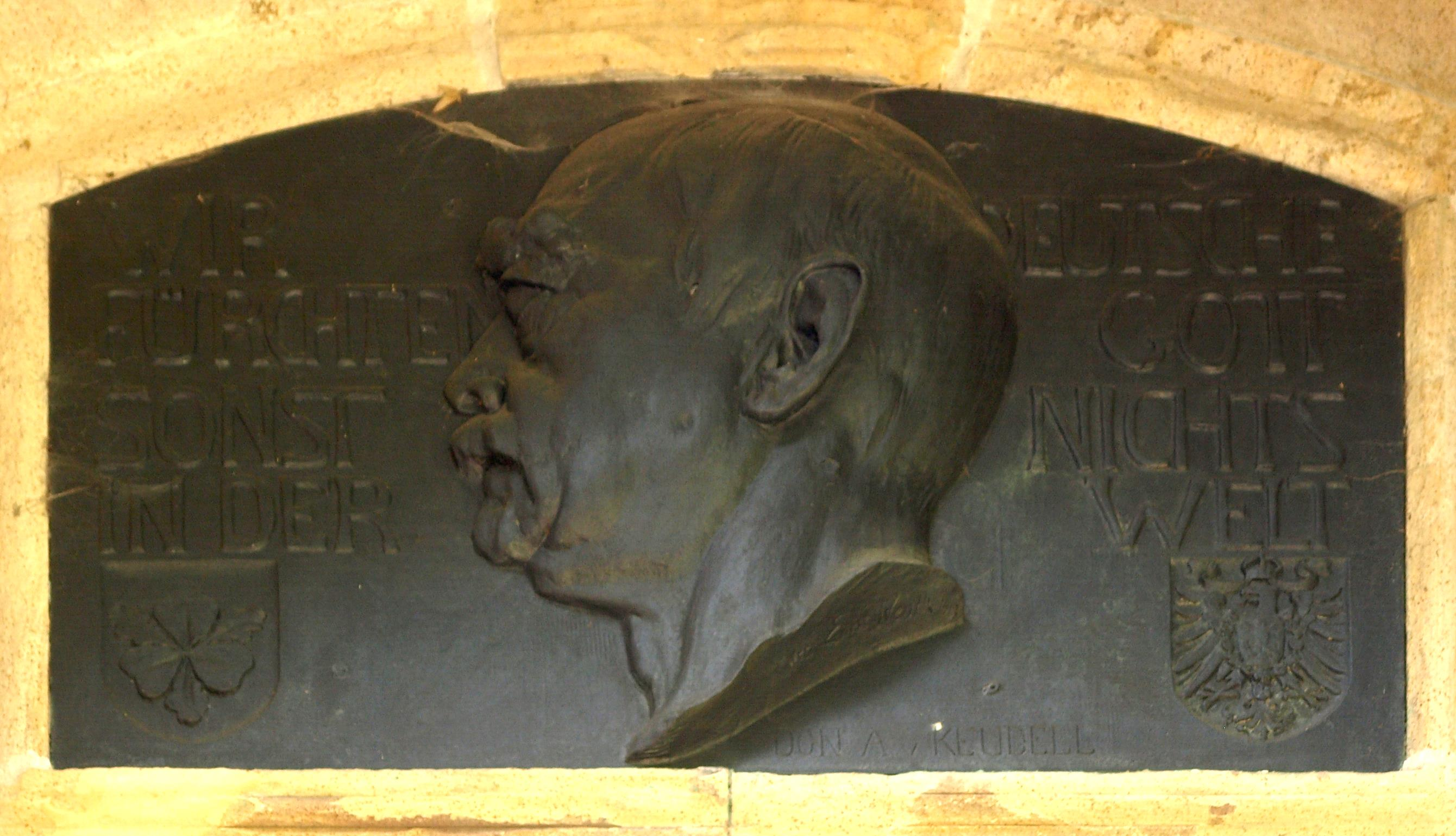
Bronzeplatte von Ernst Wenck

Über dem Eingang befindet sich einen Bronzeplatte mit einem nach rechts blickenden Porträt-Relief von Otto von Bismarck, links davon ein Wappen mit dem gekrönten Reichsadler und rechts des Reliefs wieder das Wappen der Familie von Bismarck. Die um diese Darstellung umlaufende Inschrift gibt eines der bekanntesten Bismarck-Zitate wieder: „WIR DEUTSCHE FÜRCHTEN GOTT SONST NICHTS IN DER WELT Don A. v. Keudell“. Die Bronzeplatte wurde von Bildhauer Ernst Wenck aus Berlin geschaffen.
Der Bau kostete 35.561,51 Mark. Diese Summe wurde hauptsächlich durch Spenden aufgebracht. Die Initiative für den Bau dieses Turmes ging von damaligen Vorsitzenden des Werratalvereins, Dr. Wilhelm Brill aus.

## Turmdaten
Der Eschweger Bismarckturm aus Sandstein hat einen Sockel mit quadratischem Grundriss von 8 m × 8 m. Er ist etwa 26 m hoch. Insgesamt führen 109 Treppenstufen hinauf.

## Aussichtsmöglichkeit
Der Turm hat drei Aussichtsplattformen, auf denen man in jede Himmelsrichtung die Aussicht in das Eschweger Becken mit Eschwege und in dessen Umgebung genießen kann: im Norden bis in das Eichsfeld, im Osten bis zum Heldrastein, im Südosten zum nahen Schlierbachswald im Süden bis zur Boyneburg und im Westen bis zum Hohen Meißner.